# Félix Schürr
Pour les articles homonymes, voir Schürr.
Félix Schürr, né le 21 février 1827 à Dambach-la-Ville et mort le 17 juillet 1900 à Casino en Nouvelle-Galles du Sud, est un professeur et missionnaire catholique français qui participe à l'évangélisation de l'Australie.

## Biographie
Il est le fils de Joseph Schürr (1792-1853), vigneron, et de sa femme Marie-Madeleine, née Ehlinger (1794-1851). Après une mission sur la côte occidentale de l'Afrique interrompue pour raison de santé, il part en 1870 en Australie à l'instigation de l’évêque O’Mahony où il consacre le reste de sa vie aux œuvres catholiques.